# Sister Act
Sister Act (Sister Act: Una monja de cuidado, en España; Cambio de hábito, en Hispanoamérica) es una película de comedia estadounidense de 1992, dirigida por Emile Ardolino. Protagonizada por Whoopi Goldberg, la película trata sobre una cantante de cabaret obligada a unirse a un convento de monjas después de ser incluida en un programa de protección de testigos. El reparto también incluye a Maggie Smith, Kathy Najimy, Wendy Makkena, Mary Wickes y Harvey Keitel.
La película fue una de las comedias de mayor éxito financiero de principios de la década de 1990, recaudando 231 millones de dólares en todo el mundo frente a un presupuesto de 31 millones de dólares. Su éxito se extendió al mercado del vídeo doméstico y fue la película más alquilada de 1993 en los Estados Unidos. Además, inspiró posteriormente una obra musical del mismo nombre. Se rodó una secuela que se estrenó en 1993. Una tercera película está en desarrollo bajo los derechos de Disney +.

## Argumento
La película comienza en una escuela estadounidense en 1968, donde una estudiante rebelde, Deloris Wilson, no cuadra con las enseñanzas de las monjas que le dan clases. Su maestra le insinúa que si continuaba en esa actitud de desobediente iba a acabar mal.
Después pasan algunos años, y Deloris se convierte en una cantante de casinos en Reno, Nevada. En "Rayo de Luna" (el nombre del casino donde ella cantaba) mantiene una relación amorosa con un hombre casado, Vince LaRoca, que sin saberlo Deloris, estaba involucrado en blanqueo de dinero, drogas, mafia y otras actividades criminales.
Vince le dice a Deloris que quiere tener una relación formal con ella, pero ella se enoja porque él no va a dejar a su mujer y por otras razones renuncia al casino y decide irse de Reno. Justo en ese momento, Vince le manda con sus empleados un abrigo morado de visón, y descubre que el chaquetón pertenece a la mujer de éste, por lo que va a devolverle el obsequio.
Mientras tanto, Vince descubre que el conductor de su limusina fue con un teniente de la policía y cree que lo fue a acusar de sus actividades criminales, por lo que lo mata disparándole con una pistola en el preciso momento en que Deloris iba abriendo la puerta para devolverle el abrigo, convirtiéndose así en testigo ocular del asesinato del conductor de la limusina.
Deloris huye corriendo a la estación de policía, perseguida por los empleados de Vince para que ella no lo acuse del asesinato que acababa de presenciar.
Allí, el teniente que atendió al conductor de la limusina, Eddie Souther, recibe a Deloris y le dice que estaban ya enterados de que Vince Laroca hacía actividades criminales serias, ya que tenían vídeos de sus actividades, los cuales eran insuficientes para encarcelarlo, pero con su testimonio tendrían suficientes pruebas contra él, y el juicio iba a tardar como dos meses. A Deloris, preocupada de que la vayan a matar por haber ido a decirle a Eddie, le ofrecen ponerla a salvo en un lugar seguro en lo que se llevaba a cabo el juicio.
Eddie le encuentra lugar en el convento de Saint Katherine de la orden de las Clarisas en la ciudad de San Francisco, California.
Por el carácter natural de Deloris, ella rechaza de inmediato la idea de permanecer en el convento hasta el juicio, pero por motivos de seguridad, termina aceptando de mala gana.
Desde que la vio la Reverenda Madre, dijo que absolutamente no. El Monseñor O'Hara la convenció de recibirla en el convento. 
Al ponerse la vestimenta de monja, Deloris grita de tal forma que las monjas que estaban orando en la iglesia adjunta al convento se sobresaltan al oírla. La Reverenda Madre le dice que desde allí hasta que se fuera del convento su nombre sería "Hermana Mary Clarence". 
Llega con la Reverenda Madre a presentarse con las demás monjas al momento de la comida, y como era nueva, las demás le pidieron que hiciera la oración antes de comer; obviamente, Deloris no sabía cómo y confundió una oración ordinaria con el juramento estadounidense y con hablar normalmente.
Cuando probó la comida dijo "Sabe horrible", y como no paraba de quejarse, la Reverenda Madre la castiga con ayuno (sin comer nada). Para ella fue un gran cambio dormirse a las 9 de la noche y levantarse a las 5 de la mañana.
Dos monjas procuran hacer amistad con ella: la hermana Mary Patrick, que era de carácter sumamente alegre y animoso; y la hermana Mary Robert, de carácter más tímido y recatado.
Poco a poco Deloris se fue adaptando al ritmo de vida que llevaban las monjas del convento de Santa Catalina. 
Como única labor, la Reverenda Madre le pidió que se uniera al coro. Al principio fue difícil ya que no cantaban muy bien. Pero Deloris se hace cargo del coro, se convierte en la directora y le da un cambio radical al mismo.
Gracias a sus cantos la gente se fue acercando más a la Iglesia y recuperando la fe perdida.
El coro se hizo tan famoso que llega a oídos del Papa. 
Mientras las hermanas practicaban para el gran día, Deloris es secuestrada por los empleados de Vince llevándosela de nuevo a Reno. Las hermanas al enterarse acuden en su rescate, provocando un gran escándalo y una gran expectación en Reno.
Finalmente consiguen salvar a Deloris y llegar a tiempo para cantar ante el Papa.

## Reparto
- Whoopi Goldberg como Deloris VanCartier/ Hermana Mary Clarence
- Kathy Najimy como la Hna. Mary Patrick
- Wendy Makkena como la Hna. Mary Robert
- Mary Wickes como la Hna. Mary Lazarus
- Maggie Smith como la Reverenda Madre del convento
- Harvey Keitel como Vince Laroca
- Joseph Maher como Monseñor O'Hara
- Bill Nunn como Eddie Souther
- Rose Parenti como la Hna. Alma
- Robert Miranda como Joey
- Richard Portnow como Willy

## Música
1. "The Lounge Medley" / "Love Is Like a Heat Wave"/"My Guy"/"I Will Follow Him" - Deloris & The Ronelles
2. "The Murder" (instrumental)
3. "Getting Into the Habit" (instrumental)
4. "Rescue Me" - Fontella Bass
5. "Hail Holy Queen" - Deloris & The Sisters
6. "Roll With Me Henry" - Etta James
7. "Gravy For My Mashed Potatoes" - Dee Dee Sharp
8. "My Guy (My God)" - Deloris & The Sisters
9. "Just a Touch Of Love (Everyday)" - C+C Music Factory
10. "Deloris Is Kidnapped" (instrumental)
11. "Nuns to the Rescue" (instrumental)
12. "Final: I Will Follow Him ('Chariot')" - Deloris & The Sisters
13. "Shout" - Deloris & The Sisters & The Ronelles
14. "If My Sister's in Trouble" - Lady Soul

## Recepción

### Crítica

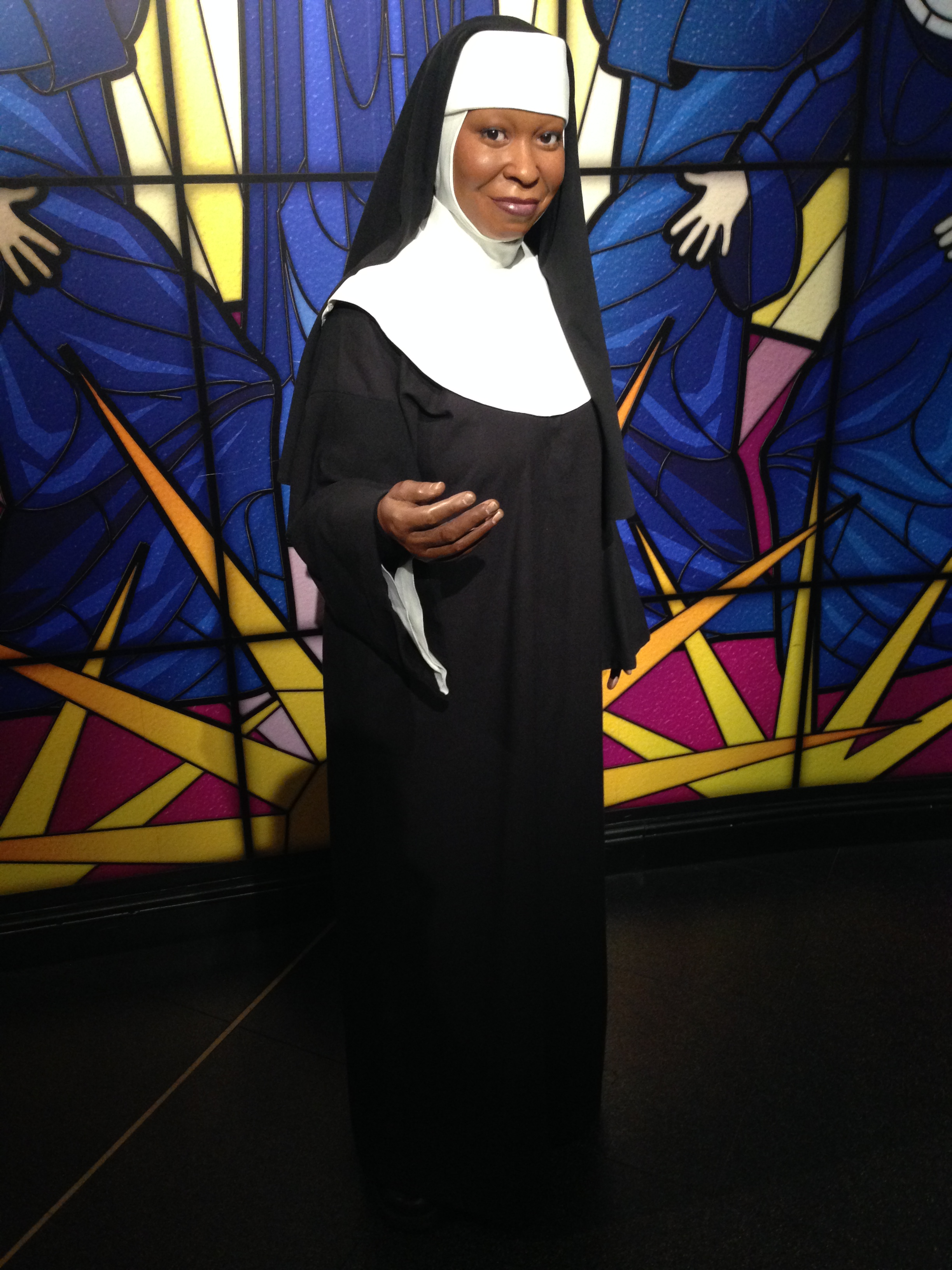
Whoopi Goldberg en el Madame Tussauds London luciendo el atuendo de monja.

La película recibió una recepción generalmente positiva de los críticos, con una calificación del 73% en Rotten Tomatoes basada en 30 reseñas. El consenso del sitio dice: "¿Buscas una comedia musical dulce sobre un testigo de un crimen que se esconde de asesinos en un convento? Hay una monja mejor que Sister Act ".  
Roger Ebert del Chicago Sun-Times le dio a la película 2,5 estrellas de un máximo de 4. Escribió que Goldberg y Wickes ofrecieron actuaciones humorísticas, pero la película en general "parece una oportunidad perdida" debido al ritmo lento y los problemas para integrar las escenas del crimen organizado en una película de comedia.

### Premios y nominaciones
| Premio                                 | Categoría                                              | Nominado/a                                                                | Resultado                                  |
| -------------------------------------- | ------------------------------------------------------ | ------------------------------------------------------------------------- | ------------------------------------------ |
| American Comedy Awards                 | Mejor Actriz Divertida de Película                     | Whoopi Goldberg                                                           | Ganadora                                   |
| American Comedy Awards                 | Mejor Actriz de Reparto divertida de película          | Kathy Najimy                                                              | Ganadora                                   |
| American Comedy Awards                 | Mejor Actriz de Reparto divertida de película          | Maggie Smith                                                              | Nominada                                   |
| American Comedy Awards                 | Mejor Actriz de Reparto divertida de película          | Mary Wickes                                                               | Nominada                                   |
| Artios Awards                          | Logro destacado en casting de largometrajes de comedia | Judy Taylor, Lynda Gordon, Geoffrey Johnson, Vincent Liff y Andrew Zerman | Nominados                                  |
| ASCAP Film and Television Music Awards | Top Box Office Films                                   | Marc Shaiman                                                              | Ganador                                    |
| Awards Circuit Community Awards        | Mejor Actriz Principal                                 | Whoopi Goldberg                                                           | Ganadora                                   |
| Premios Globos de Oro                  | Mejor película – Comedia o musical                     | Mejor película – Comedia o musical                                        | Nominada                                   |
| Premios Globos de Oro                  | Mejor Actriz – Comedia o musical                       | Whoopi Goldberg                                                           | Nominada                                   |
| Golden Screen Awards                   | Golden Screen Awards                                   | Golden Screen Awards                                                      | Ganadora                                   |
| Kids' Choice Awards                    | Actriz Favorita de Película                            | Whoopi Goldberg                                                           | Ganadora                                   |
| Premios Movieguide                     | Mejor película para un público adulto                  | Mejor película para un público adulto                                     | Ganadora                                   |
| MTV Movie Awards                       | Mejor Interpretación femenina                          | Whoopi Goldberg                                                           | Nominada                                   |
| MTV Movie Awards                       | Mejor Interpretación de comedia                        | Whoopi Goldberg                                                           | Nominada                                   |
| MTV Movie Awards                       | Mejor rendimiento innovador                            | Kathy Najimy                                                              | Nominada                                   |
| NAACP Image Awards                     | Mejor Película                                         | Mejor Película                                                            | Ganadora                                   |
| NAACP Image Awards                     | Mejor Actriz de Película                               | Whoopi Goldberg                                                           | Ganadora                                   |
| People's Choice Awards                 | Mejor película de comedia favorita                     | Mejor película de comedia favorita                                        | Empate con Home Alone 2: Lost in New York. |

## Fechas de estreno
| País                                                                          | Fecha de estreno                   |
| ----------------------------------------------------------------------------- | ---------------------------------- |
| Alemania                                                                      | Jueves 26 de noviembre de 1992     |
| Argentina                                                                     | Jueves 3 de diciembre de 1992      |
| Australia                                                                     | Jueves 19 de noviembre de 1992     |
| Austria                                                                       | Viernes 27 de noviembre de 1992    |
| Bélgica                                                                       | Miércoles 25 de noviembre de 1992  |
| Belice · Costa Rica · El Salvador · Guatemala · Honduras · Nicaragua · Panamá | Viernes 23 de octubre de 1992      |
| Bolivia                                                                       | Martes 24 de noviembre de 1992     |
| Brasil                                                                        | Viernes 30 de octubre de 1992      |
| Bulgaria                                                                      | Viernes 3 de diciembre de 1993     |
| Chile                                                                         | Jueves 5 de noviembre de 1992      |
| Colombia                                                                      | Jueves 22 de octubre de 1992       |
| Corea del Sur                                                                 | Sábado 1 de mayo de 1993           |
| Croacia                                                                       | Jueves 23 de septiembre de 1993    |
| Dinamarca                                                                     | Viernes 5 de marzo de 1993         |
| Ecuador                                                                       | Miércoles 2 de diciembre de 1992   |
| Egipto                                                                        | Lunes 22 de febrero de 1993        |
| Eslovenia                                                                     | Jueves 28 de octubre de 1993       |
| España                                                                        | Viernes 4 de diciembre de 1992     |
| Estados Unidos · Canadá                                                       | Viernes 29 de mayo de 1992         |
| Filipinas                                                                     | Miércoles 16 de septiembre de 1992 |
| Finlandia                                                                     | Viernes 5 de marzo de 1993         |
| Francia                                                                       | Miércoles 25 de noviembre de 1992  |

| País                         | Fecha de estreno                 |
| ---------------------------- | -------------------------------- |
| Grecia                       | Viernes 27 de noviembre de 1992  |
| Hong Kong                    | Jueves 29 de octubre de 1992     |
| Hungría                      | Jueves 29 de julio de 1993       |
| India                        | Viernes 20 de agosto de 1993     |
| Indonesia                    | Martes 10 de noviembre de 1992   |
| Israel                       | Viernes 13 de noviembre de 1992  |
| Italia                       | Viernes 29 de enero de 1993      |
| Japón                        | Sábado 17 de abril de 1993       |
| Malasia                      | Jueves 8 de abril de 1993        |
| México                       | Viernes 30 de octubre de 1992    |
| Noruega                      | Jueves 17 de diciembre de 1992   |
| Nueva Zelanda                | Viernes 11 de diciembre de 1992  |
| Países Bajos                 | Jueves 10 de diciembre de 1992   |
| Perú                         | Jueves 12 de noviembre de 1992   |
| Polonia                      | Viernes 14 de mayo de 1993       |
| Portugal                     | Viernes 29 de enero de 1993      |
| Reino Unido Irlanda          | Viernes 20 de noviembre de 1992  |
| República Checa · Eslovaquia | Jueves 27 de mayo de 1993        |
| Rumania                      | Viernes 22 de octubre de 1993    |
| Singapur                     | Jueves 14 de enero de 1993       |
| Sudáfrica                    | Viernes 7 de agosto de 1992      |
| Suecia                       | Viernes 4 de diciembre de 1992   |
| Suiza                        | Viernes 27 de noviembre de 1992  |
| Tailandia                    | Sábado 28 de noviembre de 1992   |
| Taiwán                       | Sábado 19 de diciembre de 1992   |
| Turquía                      | Viernes 13 de agosto de 1993     |
| Uruguay                      | Viernes 4 de diciembre de 1992   |
| Venezuela                    | Miércoles 4 de noviembre de 1992 |